# Colombiers (Vienne)
Colombiers – miejscowość i gmina we Francji, w regionie Nowa Akwitania, w departamencie Vienne.
Według danych na rok 1990 gminę zamieszkiwało 1286 osób, a gęstość zaludnienia wynosiła 62 osób/km² (wśród 1467 gmin regionu Poitou-Charentes Colombiers plasuje się na 225. miejscu pod względem liczby ludności, natomiast pod względem powierzchni na miejscu 375.).